# Гідростат
Гідростат (рос.гидростат; англ. hydrostat; нім. Hydrostat m) — апарат, який спускають на тросі з судна-бази для підводних досліджень і робіт на відміну від батискафа, що переміщується самостійно.
Гідростат обладнується пристроями для сплиття, зв'язку, регенерації повітря.